# Georges Pouilley
Gaston Georges Pouilley est un champion de natation français né le 23 juillet 1893 à Remiremont et mort le 12 janvier 1958 à Paris.

## Biographie
Excellent nageur de vitesse, il s'empare des records de France du 100 mètres (en 1 min 14 s 2) et du 200 mètres (en 2 min 51 s 4) nage libre le 8 juin 1912 à la piscine de la Gare, à Paris.
Il fut membre de l'équipe de France aux Jeux olympiques d'été de 1920, participant aux séries du 100 mètres nage libre et du relais 4 × 200 mètres nage libre.
Il est deux fois champion de France du 100 mètres nage libre en 1919 et en 1920. 
Il détient le record de France de natation messieurs du 100 mètres nage libre de 1919 à 1920 et le record de France de natation messieurs du 50 mètres nage libre de 1919 à 1923. En 1917 et 1924, il termina troisième de la Traversée de Paris à la nage.
Il remporte la Coupe de Noël, course annuelle traversant la Seine au pont Alexandre III de Paris en 1919, 1920 et 1921.
En club, il a été licencié au Club des Nageurs de Paris.
Il est nommé chevalier de la Légion d'honneur par décret du 22 novembre 1956 en qualité de lieutenant de l'Armée de l'air.

## Livres
- Le crawl en 10 leçons, Éditeur S. Bornemann.